# Biferno
Il Biferno (in dialetto locale lu Bufiern o u Bfiern - in latino Tifernus, nome in comune con il Massiccio del Matese,  Tifernus Mons
) è un fiume dell'Italia centro-meridionale, il principale interamente incluso nella regione del Molise e nella provincia di Campobasso. Lungo 85 chilometri, nasce nel comune di Bojano, in località Pietrecadute, a 500 m s.l.m., dall'unione di svariati corsi d'acqua provenienti dal massiccio calcareo del Matese, il principale dei quali è il fiume Calderari o Calderai, ingrossandosi ancora poco dopo per la confluenza di altri numerosi torrenti sempre provenienti dai Monti del Matese.
Dopo aver attraversato una valle rocciosa ricca di calanchi e falesie, sfocia nel Lago di Guardialfiera, ampio bacino artificiale costruito tra gli anni sessanta e settanta per soddisfare i fabbisogni idrici, agricoli e industriali, della fascia costiera molisana e della Puglia settentrionale. Dallo sbarramento artificiale del lago il fiume amplia la propria valle giungendo così dopo circa 30 km con una foce a estuario nel Mar Adriatico, tra Termoli e Campomarino.

## Storia
Conosciuto in epoca antica come Tifernus, da esso i romani rinominarono il Matese come Tifernus Mons. Scrive il Romanelli: « Questo fiume è ricordato da Mela, e da Plinio [...] come confine settentrionale de' Dauni. Tolomeo però l'ascrisse a' Frentani, ma ne' codici antichi di questo autore, e ne' primi libri editi, invece di Tifernum , vien detto corrottamente Φιτερνον, Phiternum [...] Nelle croniche de' bassi tempi vien appellato anche Bifernum, da cui è derivata l'odierna nomenclatura volgare di Biferno ».

## Descrizione

### Regime
Caratterizzato da una portata abbastanza copiosa, risente comunque in estate di forti magre e di piene impetuose in autunno, in parte controllate dal bacino di Guardialfiera.
Il 25 gennaio 2003, dopo pesanti precipitazioni che hanno interessato gran parte del suo bacino, il fiume ha dato luogo ad una piena straordinaria che ha sommerso gran parte della grossa zona industriale di Termoli, inclusi alcuni quartieri cittadini, e parte del comune di Campomarino.

### Affluenti
Qualche chilometro dopo le sorgenti, riceve i due affluenti principali: da sinistra il torrente Callora e subito dopo da destra il torrente Quirino, i quali raccolgono le acque del versante nord del Matese e sono i principali responsabili delle piene del fiume. Ormai a carattere torrentizio (la quasi totalità delle acque che sgorgavano dalle sorgenti, forse 4 m³/sec è captata per alimentare i vari acquedotti tra i quali anche quello campano), il fiume nei periodo di magra si riduce ad un rigagnolo.
Tra gli affluenti, in genere valloni di modesta portata, il più importante è il torrente Cigno che interseca a destra il Biferno nei pressi del territorio di Guglionesi.

### Località attraversate
Dalle sorgenti fino al mare il Biferno bagna diversi territori tra i quali Bojano, Colle d'Anchise, Oratino, Casalciprano, Ripalimosani,Castropignano, Castellino del Biferno, Petrella Tifernina, Lucito,  Castelbottaccio, Guardialfiera, Palata, Guglionesi, Portocannone, Campomarino.

## Enologia
Dal fiume prende il nome l'omonimo vino DOC rosso (con base ampelografica montepulciano e aglianico) che ricade per lo più in alcuni comuni del basso Molise.

## Galleria d'immagini

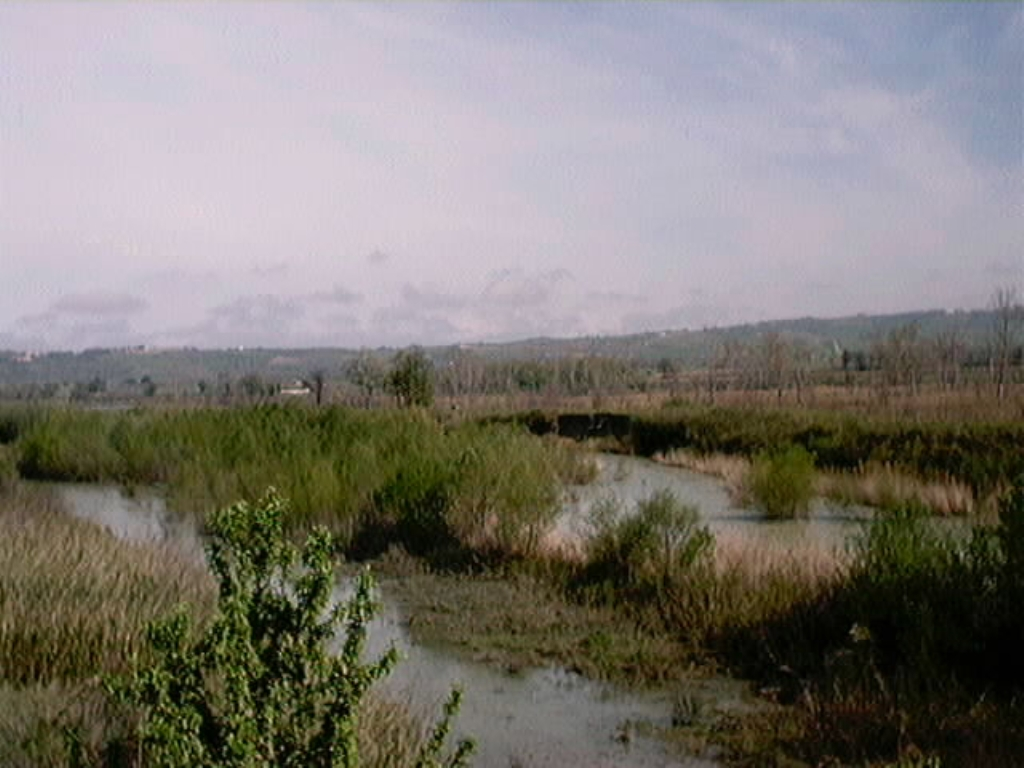
Il Biferno visto dal ponte della SS647
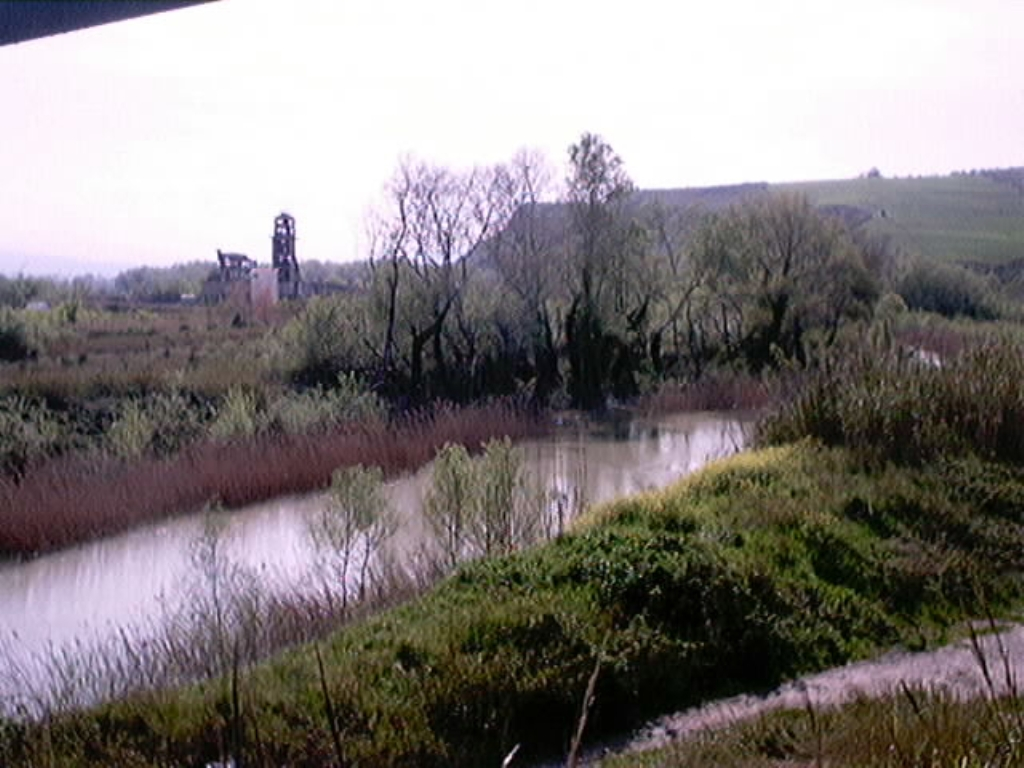
Il Biferno visto dal ponte della SS647 (contro corrente)
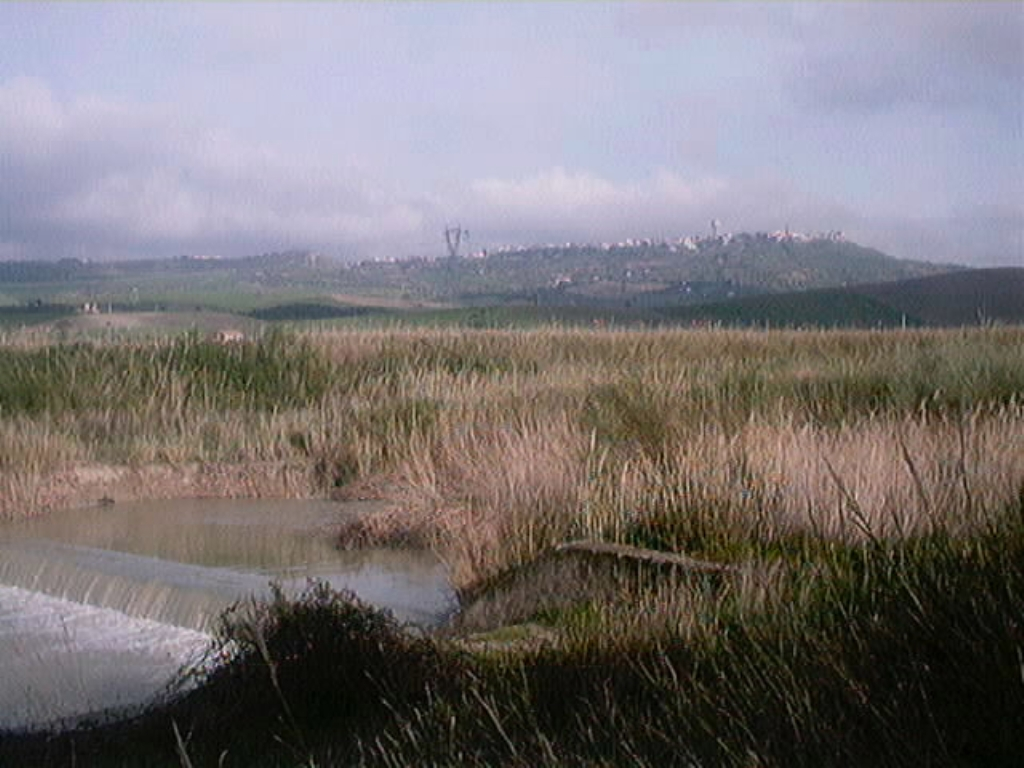
Veduta del torrente Cigno, con i suoi vasconi, a circa 3 km (in linea d'aria) prima della sua affluenza nel Biferno.
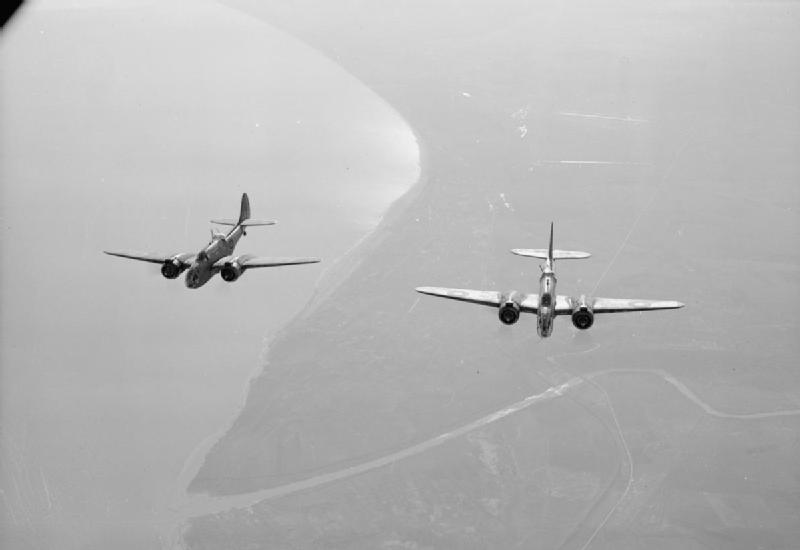
Bombardieri Martin 187 Baltimore della RAF alla foce del Biferno diretti ad attaccare la stazione di Montesilvano nel settembre del 1943.